# تپه شهر سوخته ۳۲۵
تپه شهر سوخته ۳۲۵ مربوط به هزاره سوم قبل از میلاد است و در شهرستان زابل، بخش شیب آب، دهستان لوتک، روستای حومه شهر سوخته، ۲۲/۴۳۰ کیلومتری جنوب غرب پایگاه باستان‌شناسی واقع شده و این اثر در تاریخ ۲۸ اسفند ۱۳۸۵ با شمارهٔ ثبت ۱۸۹۵۸ به‌عنوان یکی از آثار ملی ایران به ثبت رسیده است.